# Histoire de la Vienne
Le département de la Vienne est un département français, créé à la Révolution française, le 4 mars 1790, en application de la loi du 22 décembre 1789, à partir d'une portion de la province du Poitou.

### Les cahiers de doléance

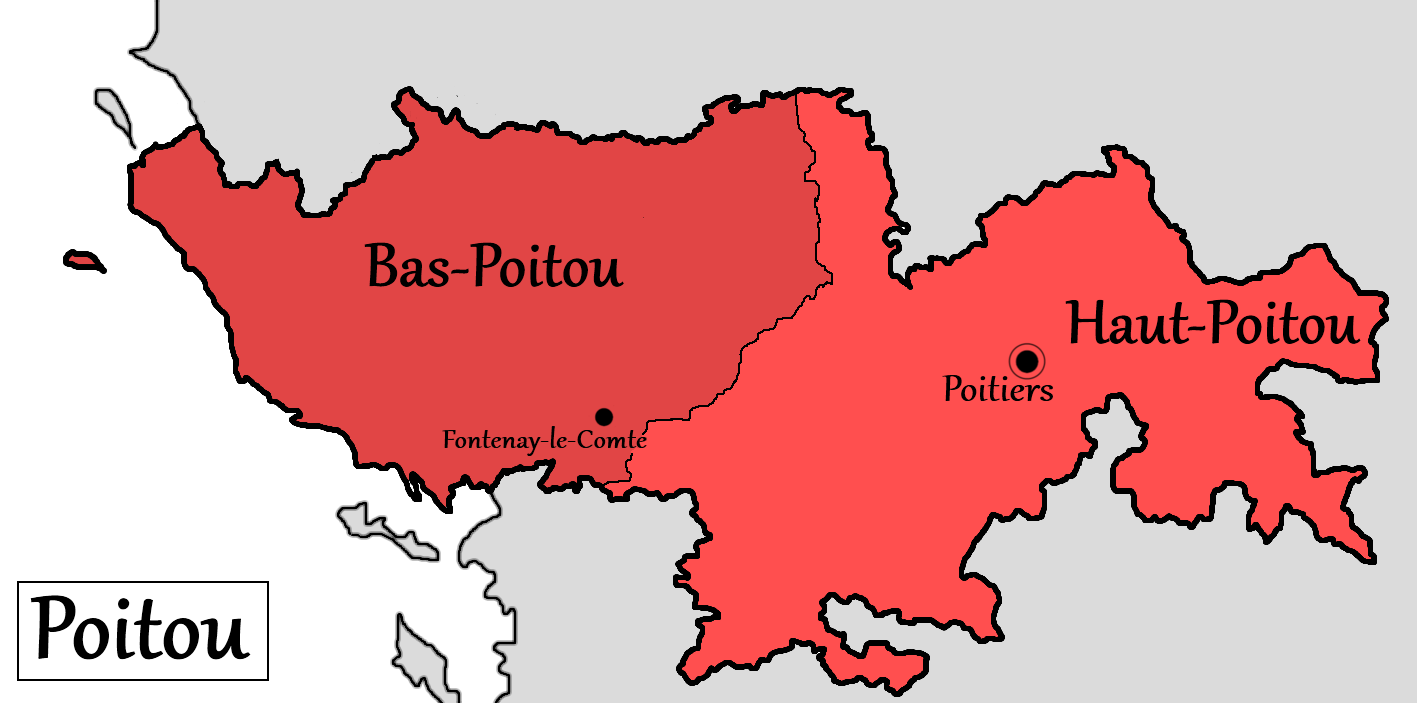
Situation du Haut-Poitou dans le Poitou.

## Révolution française

### Création du département

Loudun et Mirebeau dans les sénéchaussées de l'Anjou au XVIIIe siècle
(cliquez pour agrandir)

Carte du département de la Vienne en 1790.

Le Loudunais et le Mirebalais relevaient de la province d'Anjou, depuis le milieu du Moyen Âge et sa conquête sur le comté de Poitiers. Loudun dépendait du gouverneur de Saumur, Mirebeau relevait de la Sénéchaussée de Saumur).
 Le triangle Loudun, Mirebeau et Moncontour, constituant le Loudunais reste détaché du Poitou et dépendra du gouvernement de Saumur et du Saumurois jusqu'à la Révolution française et la création des départements français.
Communes et paroisses de l'ancienne province d'Anjou et du  Saumurois rattachées au département de la Vienne :
Amberre, Angliers, Arçay, Aulnay, Basses, Berrie, Berthegon, Beuxes, Bournand, Ceaux-en-Loudun, Chalais, Champigny-le-Sec, Cherves, Chouppes, Craon, Cuhon, Curçay-sur-Dive, Dercé, Frontenay-sur-Dive, Glénouze, Guesnes, La Chaussée, La Grimaudière, La Roche-Rigault, Maisonneuve, Massognes, Mirebeau, Les Trois-Moutiers, Martaizé, Maulay, Mazeuil, Messais, Messemé, Moncontour, Monts-sur-Guesnes, Morton, Mouterre-Silly, Notre-Dame-d'Or, Nueil-sous-Faye, Ouzilly-Vignolles, Pouançay, Pouant, Prinçay, Ranton, Raslay, Roiffé, Rossay, Saint-Chartres, Saint-Clair, Saint-Jean-de-Sauves, Saint-Laon, Saint-Léger-de-Montbrillais, Saires, Saix, Sammarçolles, Ternay, Thurageau, Varennes, Verger-sur-Dive, Verrue, Vézières, Vouzailles.
Sur le plan religieux, le Loudunais faisait partie du diocèse de Poitiers.
En 1790, Le Loudunais est rattaché au tout nouveau département de la Vienne. 
À sa création, le département de la Vienne était divisé en six districts : Loudun, Poitiers, Châtellerault, Civray, Montmorillon, Lusignan ; puis en cinq arrondissements : Poitiers, Châtellerault, Loudun, Montmorillon et Civray. En 1926, les arrondissements de Loudun et Civray sont supprimés. Le premier est rattaché à celui de Châtellerault et le deuxième rejoint celui de Montmorillon.

### La décennie révolutionnaire
De 1791 à 1793, les 6 districts (Loudun, Châtellerault, Poitiers, Lusignan, Montmorillon et  Civray) du département de la Vienne fournirent 5 bataillons de volontaires nationaux.

## XXesiècle

### La Seconde Guerre mondiale

#### La Drôle de guerre et la campagne de France
Lors de la Seconde Guerre mondiale, le département accueille des réfugiés venus du département de la Moselle à partir du mois de septembre 1939, y compris les administrations comme l’École normale de Metz : en tout entre 40 000 et 54 000 réfugiés lorrains,, en plus des réfugiés espagnols internés au camp de la route de Limoges à Poitiers. La défense passive fait creuser des abris anti-aériens, et les façades des principaux monuments sont protégées par des sacs de terre.
Les débuts catastrophiques de la bataille de France bouleversent la vie tranquille de la ville de province éloignée des frontières qu’est Poitiers. Les ministres et les fonctionnaires du gouvernement belge s’installent à Poitiers à partir du 22 mai, le parlement belge s’installant à Limoges à partir du 25,. Les réserves d’or de la banque nationale de Belgique sont stockées à la Banque de France de Poitiers, jusqu’à ce que le  gouvernement Pétain demande aux autorités belges de déménager à Bordeaux. À la déclaration de guerre de l’Italie (10 juin), les Italiens sont recensés.
Dans le même temps, le département est traversé par des flots de réfugiés : Belges, habitants du Nord de la France, puis Parisiens et habitants du centre. L’aviation allemande bombarde réfugiés sur la route et convois militaires dans les gares, à Vivonne, Lusignan, Poitiers (19 et 21 juin). C’était le retour de la guerre et de l’invasion étrangère, pour la première fois depuis le XIVe siècle. Les réfugiés sont suivis par les armées françaises en retraite qui traversent le département :
- armée de Paris à l’ouest de la nationale 10 :
  - 1re division légère mécanique (DLM) et 3e DLM ;
  - 237e division légère d’infanterie (DLI) ;
- des éléments épars des 6e et 7e armées à l’est du département :
  - 7e et 8e divisions légères d’infanterie coloniale, les 24e, 235e et 239e DLI, des éléments des 16e, 19e, 24e, 29e et 47e divisions d’infanterie, et de la 4e division cuirassée.

Des unités laissées pour couvrir la retraite de l’armée française se sacrifient pour des actions retardatrices, comme le 4e régiment de zouaves à La Roche-Posay. Mais l’armée allemande pénètre à Loudun le 20 juin, Châtellerault le 22, Poitiers le 23. À l’armistice, le département se retrouve coupé en deux par la ligne de démarcation.

#### L’Occupation
20 000 Allemands stationnent dans la Vienne et une partie d’entre eux sont logés chez l’habitant. Ils s’ajoutent, dans chaque ville ou village, aux réfugiés déjà hébergés. L’unité la plus importante est la 10e division d’infanterie, dite du Cerf. À Châtellerault, il y a quatre mille soldats allemands et la manufacture d’armes est dirigée par un Allemand, le Treuhander Riese ; cela ne se passe pas sans mal : alors que la direction cherche à augmenter la production au-delà des chiffres de 1939-1940, les ouvriers manifestent, chantent en chœur la Marseillaise, sabotent la production, ce qui provoque des arrestations (13 communistes le 17 décembre 1942). À Poitiers, toutes les casernes sont occupées, tous les hôtels réquisitionnés. Comme dans le reste de la Vienne, les menus larcins et les vexations se succèdent. La Kriegsmarine installe un dépôt dans les carrières de pierre de Migné-Auxances.
En plus de la Feldkommandantur, un tribunal allemand, le Kriesder Feldkommandantur 677, est installé à Poitiers pour juger des infractions du type franchissement de la ligne de démarcation ou courrier clandestin. Des tribunaux secondaires sont installés à Châtellerault, Loudun, Civray. L’organisation judiciaire allemande est complétée en juillet 1942 par une section de la SD (dépendant de la SS). La prison de la Pierre-Levée, à Poitiers, devient le siège des interrogatoires et des tortures des Allemands de la SD, de la Gestapo et des policiers français de la SAP. La collaboration entre le SD et cette nouvelle section de la police nationale chargée de la lutte contre les indésirables politiques amène 465 arrestations, 200 déportations et 100 exécutions. Au total, 130 résistants sont fusillés à la butte de Biard. Administrativement, Poitiers dépend également de la Bezirk d’Angers et du Rustungs kommando de Niort pour les aspects économiques de l’Occupation, la Feldkommandantur 677 ne gérant que les problèmes de main-d’œuvre.
Le 23 juin 1941, l’occupant rafle tous les responsables communistes du département : 36 sont arrêtés et déportés à Auschwitz.
Outre les menus larcins, l’occupant fait d’importantes réquisitions : par exemple, 39 % de la récolte de pommes de terre et 42 % de celle de seigle, 82 % de la production de porc et 59 % de celle de bœuf en 1943. Chevaux et métaux sont également réquisitionnés : des bustes de Marianne aux alambics (vingt-deux sont fondus pour les besoins militaires). À partir de 1943, le régime de Vichy instaure le Service du travail obligatoire (STO), soit 4 000 hommes des classes 41, 42 et 43 qui sont requis pour aller travailler en Allemagne. Comme dans le reste de la France, il suscite beaucoup d’opposition : les réfractaires sont nombreux, on manifeste à Couhé-Vérac, etc..
Le camp de concentration des Nomades à Montreuil-Bellay, sur la route nationale 147, qui avait servi à recevoir les réfugiés espagnols en 1939, est également utilisé par la Kommandantur de Poitiers dès la fin de 1940 pour y enfermer les Tsiganes. À partir du 15 juin 1941[réf. nécessaire], elle y parqua de façon provisoire les Juifs, avant de les acheminer vers le camp de Drancy. Quelques personnes, dont le rabbin Élie Bloch, quelques pasteurs protestants et le père Jean Fleury, aumônier des Tsiganes, tentèrent d'en sauver, notamment en plaçant des enfants dans des familles d'accueil juives ou non-juives. Cependant, ces efforts furent de peu d'effets face à la très bonne collaboration de la Kommandantur et de la Préfecture. Le 31 janvier 1944 a lieu une rafle de tous les Juifs de Poitiers, au nombre de 481, avec le concours de la Préfecture. Et au total, ce sont près de 1 600 Juifs qui furent envoyés vers Drancy à partir de ce camp, dont le rabbin Élie Bloch, mort à Auschwitz. Ce camp reçoit aussi les militantes communistes, les épouses de résistants et les réfractaires au STO à partir de janvier 1944.
En septembre 1941, un autre camp ouvre à Rouillé pour y enfermer des cadres dirigeants du PCF, des proxénètes, des étrangers indésirables (Russes, républicains espagnols, Arméniens, Italiens, Portugais), jusqu’à la libération du camp en juin 1944 par les FTP. Enfin, tous les soldats de l’armée d’Afrique faits prisonniers dans la Vienne par les Allemands sont répartis dans des camps établis aux chefs-lieux de canton, pour être employés aux travaux agricoles, puis renvoyés en Afrique. Parmi eux, figurait Léopold Sédar Senghor. Un certain nombre de ces prisonniers ont disparu.

#### Le régime de Vichy et la collaboration
Le département accueille des réfugiés de toute la France : aux Mosellans du début de la guerre (dont certains sont rentrés), s’ajoutent les réfugiés de Gironde en 1941, les enfants réfugiés de Seine-et-Oise (1942), les 30 000 Nantais victimes des bombardements de 1943, les habitants chassés de la zone côtière de Charente-Maritime en 1944, pour un total de 333 000 habitants en 1943. Il est écartelé entre différents sièges d’administration : ainsi, le ravitaillement dépend de Châteauroux, l’Enseignement de Clermont-Ferrand, les réquisitions de Poitiers. L’administration peine à satisfaire les demandes de l’occupant, d’autant que 8300 habitants de la Vienne, dont 5000 cultivateurs, sont prisonniers en Allemagne, et manquent pour aux champs et aux usines.
Le préfet nommé sous la Troisième République, Henri Moulonguet, est limogé en juillet 1941. Il est remplacé par Louis Bourgain qui applique la politique de Collaboration avec les Allemands avec la plus grande diligence. Inversement, son préfet délégué à la Vienne, Holveck, est arrêté le 9 novembre 1943 : plusieurs résistants, sur le point d’être arrêtés par les Allemands, purent fuir en étant prévenu par lui
Pour pallier le manque de main-d’œuvre rurale, les prisonniers de guerre des camps de Lusignan, Neuville, Mirebeau, Couhé, Scorbé-Clairvaux sont utilisés aux travaux agricoles. En décembre 1941, le Service civique rural est institué, pour les jeunes hommes de 15 à 19 ans : sur les 9000 recensés, seulement 700 passent la visite médicale, 430 sont reconnus aptes, et après les diverses exemptions, 160 aident au travail des champs. Comme de nombreux aliments et matières premières manquent, de nouvelles cultures sont introduites : la guimauve pour la ficelle, le tabac, et divers oléagineux, dont la surface cultivée est multipliée par 18 entre 1940 et 1944.
Le nouveau régime installe ses organisations afin d’encadrer la population. La légion française des combattants devient la seule organisation d’anciens combattants en zone libre, avec 1009 membres, dont 224 à Montmorillon, 207 à Chauvigny et 147 à La Trimouille. Un service national est rétabli sous la forme des chantiers de jeunesse auxquels sont soumis les habitants de la zone sud. Les partis collaborationnistes ont du mal à recruter : Parti populaire français de Doriot a 313 adhérents dans la Vienne fin 1943 ; son concurrent le Rassemblement national populaire (RNP) ne rassemble que 130 militants. La légion des volontaires français contre le bolchévisme parvient à enrôler 250 hommes dans la zone occupée. Tous ces mouvements rassemblent 700 personnes à Poitiers, le 13 novembre 1942. Enfin, en mai 1944, l’école nationale des Francs-Gardes est installée à la caserne des Dunes de Poitiers, avec 200 hommes. Si le recrutement est faible, quelques personnalités poitevines se sont engagées dans la Collaboration :
- l’écrivain Abel Bonnard, ministre de l’Éducation nationale en 1942 ;
- Marcel Bordes, chef du RNP poitevin, est fidèle jusqu’au bout à Vichy et devient sous-chef de cabinet de la commission gouvernementale de Sigmaringen[40] ;
- Pierre Chavigny, chef de la section locale du PPF, et tué par les FTP le 13 mai 1943[39].

#### La Résistance
La Résistance commence dès la fin juin 1940, par des actes isolés. Les premiers actes de Résistance sont ceux de deux cheminots de Poitiers, qui détournent des wagons de munitions et de matériel vers la zone sud, pendant un mois. Mais des wagons sont contrôlés au poste de Fleuré, et ils sont arrêtés le 29 juillet 1940.
Le premier réseau de Résistance organisé du département est le réseau Renard, affilié à l’armée volontaire,, du nom de son chef Louis Renard, qui le met en place à partir d’octobre 1940. Ce réseau, d’information essentiellement mais qui s’étendait, est démantelé par les Allemands aidés de la police française en août 1942. Cent résistants sont arrêtés, et dix sont exécutés en Allemagne les 12 et 13 octobre 1943,. Les six réseaux de renseignement organisés dans la Vienne sont tous touchés par des arrestations : les responsables de cinq d’entre eux sont déportés, tout comme le réseau viennois de l’organisation civile et militaire (démantelé fin 1943) et ceux de Libé-Nord, en juin 1944. La liaison avec Londres est assurée par des agents secrets comme Lise de Baissac de 1942 à 1944, qui fait parachuter des armes aux maquis.
Des filières de franchissement de la ligne de démarcation sont mises en place ; les principales sont :
- celle qui évacue les prisonniers du camp de Saint-Ustres vers la forêt de la Guerche ;
- la filière de La Roche-Posay (300 personnes passèrent par cette filière) ;
- la filière de Bignoux (qui distribuait du beurre pour acheter les consciences) ;
- la filière du limonadier de Gençay, passant par Saint-Laurent-de-Jourdes pour se fournir en boissons à Montmorillon ;
- celle de Saint-Secondin, qui impliquait presque toute la population ;
- l’abbaye de Ligugé, qui fit passer Robert Schumann en zone libre.

Quelques maires et fonctionnaires participent à la Résistance : le Dr Roux, maire de Latillé, organise le réseau Buckmaster ; Georges Fouret, maire de communiste de Saint-Clair, organise des filières d’évasion, le secrétaire de police à Poitiers puis commissaire et lieutenant FFI à Châtellerault Charles Bichat qui appartenait à Turma Vengeance et Alliance, le commissaire Petit appartenait au réseau Louis-Renard. L’ancien ministre Gaston Hulin, du même réseau, meurt lui aussi en déportation. Enfin, la gendarmerie participe largement à la Résistance à partir de juillet 1944.

#### Les maquis et les combats de la Libération
Dans la nuit du 12 au 13 juin 1944, la gare de Poitiers est bombardée massivement : tout le quartier est détruit, il y a 173 morts et 200 blessés. Ce bombardement est effectué pour gêner l’arrivée de renforts allemands venant du sud de la France pour aller tenter de repousser le débarquement en Normandie. Les maquis entrent dans le combat après le 6 juin, les troupes d’occupation se mettent à les traquer et entrent dans un cycle de représailles.
En 1944, les troupes d’occupation appartiennent au LXXXe corps d’armée allemand, commandé par le général Curt Gallenkamp. Des trois divisions du corps, deux gardent la côte atlantique, et la troisième, la 708e division de réserve, part à pied pour la Normandie en juillet. Les combats de juin à août 1944 sont principalement le fait du bataillon de réserve de la 17e division SS, qui forme deux unités d’intervention rapide, les 607e et 608e.
Les effectifs de la Résistance dans le département croissent quand la Libération se rapproche, pour passer de 500 hommes mi-1943, à plusieurs milliers en juin 1944 (3 300 selon Calmon et Picard, 5 000 selon Stéphane Simonnet). Cette forte augmentation des effectifs a lieu quand la RAF commence à livrer suffisamment d’armes pour que les maquis puissent équiper d’importants effectifs. Les principaux maquis se trouvent dans le sud du département, où le bocage les favorise, et dans la forêt de Scévolles (700 hommes). Quand les FTP rejoignent les FFI du colonel Chêne en juillet, les effectifs des maquis atteignent les 12 000 hommes (septembre 1944).
Ces maquis sont renforcés par les Alliés, qui déposent sur 23 drop zones  (terrains d’atterrissage ou de parachutage clandestins) différentes:
- une équipe Jedburgh (chargée de l’instruction) ;
- quelques officiers du SOE ;
- le commando SAS de l’opération Bulbasket, qui mène des opérations de sabotages ;
- et les livraisons d’armes et de matériel : 3300 containers et 1000 paquets au total[57],.

Celles-ci interviennent en forêt de Verrières contre les SAS de Bulbasket, à Joussé, Pleuville, au Vigeant.
La première mission des FFI et des unités britanniques larguées sur les arrière est le sabotage. Sur la voie ferrée Paris-Bordeaux, 28 coupures (explosions, enlèvements de rail, etc.) sont effectuées, et 18 sur le trajet viennois de la ligne Poitiers-La Rochelle sont attribuables aux FFI. Les ponts routiers sont également visés : ceux de Saint-Savin, Chauvigny et La Haye-Descartes sur la Vienne sont coupés. Les SAS harcèlent la division Das Reich qui remonte vers la Normandie, et désignent des objectifs aux bombardiers : dépôts d’essence, concentrations  de troupes allemandes, etc. Des combats, souvent violents, opposent les FFI à la Milice et les troupes allemandes à partir du 10 juin et jusqu’au 15 août. Les principaux sont ceux de Champagne-Saint-Hilaire (13 juillet), Lussac-les-Châteaux (5 août) et Civray (28 août). Les FTP Nord réussissent un coup de main audacieux en libérant les prisonniers politiques du camp de Rouillé, le 11 juin. Trois évadés sont repris et fusillés à Biard, puis le 27 juin, la Milice et les Allemands encerclent la forêt de Saint-Sauvant, où les libérés étaient en train de former le maquis Urbistondo à Vaugeton. Trente-deux FTP sont tués, les Allemands ont 27 morts de leur côté. Du 22 au 31 août, les Allemands abandonnent Poitiers (à la suite du débarquement de Provence), et la colonne Elster traverse la Vienne le 3 septembre. Elle fait sa reddition aux SAS français de l’opération Moses à Issoudun, le 8 septembre. Les Allemands ont fusillé 200 Poitevins ; 188 FFI sont morts au combat, 110 ont été blessés.
Par ailleurs plusieurs Helferinnen, auxiliaires administratives de l'armée allemande, ont été exécutées dans la région de Poitiers, notamment trois dans le cimetière du village de Saint-Cyr. Le 13 août 1944, cinq d'entre elles, auxiliaires de la Luftwaffe de Mérignac (aéroport de Bordeaux) ont été capturées par des parachutistes du 3e French SAS (Le stick Vallières) lors de l'attaque de leur camion radio Opel sur la route de Chauvigny. Confiées au maquis local Baptiste, certaines de ces prisonnières ont été maltraitées, violées et tondues avant d'être fusillées dans le village de Saint-Cyr en représailles par des résistants locaux de la Vienne,,.

Le 5 septembre, les FFI entrent à Poitiers et le comité départemental de libération, avec à sa tête René Savatier, prend ses fonctions ; le 6, toutes les communes de la Vienne sont sous leur contrôle.

#### Le retour à la République
Le 5 septembre, le préfet Bourgain cède ses pouvoirs au commissaire de la République, Jean Schuhler, présent à Poitiers depuis le 7 juin. Une administration républicaine est mise en place : comité départemental de Libération, région militaire, tribunal militaire et Cour de Justice succèdent aux institutions FFI temporaires. Le 125e régiment d’infanterie est reconstitué et incorpore les FFI. Il est dirigé sur la côte atlantique, où il participe aux sièges des ports encore tenus par les Allemands.
La Cour de justice examine 409 dossiers, et condamne 160 personnes, dont le préfet Bourgain. Les prisonniers du camp de la route de Limoges sont libérés : les collaborateurs les remplacent. La caserne de la Chauvinerie est également utilisée, sous le nom de centre de séjour surveillé. Les destructions du réseau de communication rendent le ravitaillement difficile, au point que la préfecture est envahie le 2 décembre. Le pont ferroviaire sur le Clain, à Poitiers, n’est rétabli par une passerelle temporaire qu’en octobre.

### La reconstruction
À la fin de la guerre, des prisonniers de guerre sont répartis sur le territoire, parfois dans d’anciens camps allemands :
- à la Chauvinerie : 7300 PG ;
- à Rouillé : 900 officiers.

## Sources